# Kościół św. Jana Chrzciciela i św. Stanisława BM w Stanisławowie
Kościół świętego Jana Chrzciciela i świętego Stanisława Biskupa Męczennika w Stanisławowie – rzymskokatolicki kościół parafialny należący do dekanatu stanisławowskiego diecezji warszawsko-praskiej.

## Historia
Świątynia murowana została wzniesiona w 1530 roku dzięki własnym funduszom księdza Stanisława Szymborskiego, kanonika kapituły warszawskiej. W czasie wojen szwedzkich świątynia została zrujnowana. W 1712 roku kościół został ponownie zniszczony, gdy zwolennicy króla Stanisława Leszczyńskiego obwarowali się w świątyni i ulegli wojskom króla Augusta II Mocnego. W 1826 roku kościół był już w złym stanie technicznym, dlatego został przebudowany. Świątynia została skrócona, obniżona, do nawy została dobudowana kruchta. W czasie działań wojennych, w 1944 roku budowla uległa spaleniu. Zostały tylko mury o wysokości 3 metrów. W dniu 6 maja 1957 roku, dzięki staraniom księdza proboszcza Wacława Włoczkowskiego, rozpoczęła się odbudowa świątyni na starych fundamentach z 1530 roku. Projektantem odbudowy był inżynier Stanisław Marzyński, a wykonawcą inżynier Eugeniusz Majewski autor rekonstrukcji Starego i Nowego Miasta w Warszawie. Odbudowany kościół został poświęcony w dniu 26 sierpnia 1962 roku przez biskupa Jerzego Modzelewskiego. W dniu 22 sierpnia 1976 roku ksiądz kardynał Stefan Wyszyński konsekrował świątynię. W kolejnych latach następni proboszczowie uzupełniali wyposażenie kościoła. W dniu 23 czerwca 2013 roku odnowiony kościół został poświęcony przez biskupa warszawsko-praskiego, Henryka Hosera.
W 1969 roku ksiądz prałat Jan Penkała, dyrektor Prymasowskiego Biura Odbudowy Kościołów, poświęcił nowy wielki ołtarz.